# Филоттрано
Филоттрано (итал. Filottrano) — коммуна в Италии, располагается в области Марке, подчиняется административному центру Анкона.
Население коммуны, на 01.01.2024 года, составляет 8891 человек, плотность населения — 124,48 чел./км². Коммуна занимает площадь 71,43 км². 
Почтовый индекс — 60024. Телефонный код — 071.
Покровителем коммуны почитается архангел Михаил, день памяти ежегодно отмечается 8 мая.

## Демография
Динамика населения:

## Администрация коммуны
- Официальный сайт: http://www.comune.filottrano.an.it/